# Nouziers
Nouziers est une commune française située dans le département de la Creuse en région Nouvelle-Aquitaine.

## Géographie
| Crevant Indre      | Pouligny-Notre-Dame Indre | Sazeray Indre |
| La Forêt-du-Temple | Nouziers                  | La Cellette   |
| Mortroux           | Moutier-Malcard           |               |

Nouziers est la commune la plus septentrionale du Limousin (Liourdres, en Corrèze, est la commune la plus au sud). Elle est située approximativement à la latitude du Marais Poitevin ou de Thonon-les-Bains.
Le centre de la commune (le Bourg) est traversé du Nord au Sud par la route départementale D56 et d'Ouest en Est par la départementale D2
Les hameaux sont les suivants : Les Angles, Bellevue, la Borderie, Bordessoule, les Boucherons, les Bréjeaux, la Cour, les Fonteilles, la Forge, les Fougères, la Gare, la Gasserotte, Gresse, Grospaud, la Jarraud, Lafat d'en bas, Lafat d'en haut, le Soupet, Malicorne, les Mazeaux, le moulin des Fougères, le petit Part, le grand Part, les Picards, les  petites Prugnes, les grandes Prugnes, Saint-Joseph, Sardet, Villebasse. On peut ajouter quelques lieux-dits peu habités: la Pérelle, la Terre, le Beaumont, le Patureau, les Brandes de Grospaud, les Bregeolles, les Menneries.

### Climat
Pour des articles plus généraux, voir Climat de la Nouvelle-Aquitaine et Climat de la Creuse.
Historiquement, la commune est exposée à un climat océanique limousin.  
En 2020, Météo-France publie une typologie des climats de la France métropolitaine dans laquelle la commune est dans une zone de transition entre le climat océanique altéré et le climat de montagne et est dans la région climatique  Ouest et nord-ouest du Massif Central, caractérisée par une pluviométrie annuelle de 900 à 1 500 mm, maximale en automne et en hiver.
Pour la période 1971-2000, la température annuelle moyenne est de 10,5 °C, avec  une amplitude thermique annuelle de 15,3 °C. Le cumul annuel moyen de précipitations est de 943 mm, avec 12,9 jours de précipitations en janvier et 7,9 jours en juillet. Pour la période 1991-2020, la température moyenne annuelle observée sur la station météorologique la plus proche, située sur la commune de Genouillac à 8 km à vol d'oiseau, est de 11,3 °C et le cumul annuel moyen de précipitations est de 837,6 mm,. Pour l'avenir, les paramètres climatiques de la commune estimés pour 2050 selon différents scénarios d’émission de gaz à effet de serre sont consultables sur un site dédié publié par Météo-France en novembre 2022.

## Urbanisme

### Typologie
Au 1er janvier 2024, Nouziers est catégorisée commune rurale à habitat très dispersé, selon la nouvelle grille communale de densité à 7 niveaux définie par l'Insee en 2022.
Elle est située hors unité urbaine et hors attraction des villes,.

### Occupation des sols
L'occupation des sols de la commune, telle qu'elle ressort de la base de données européenne d’occupation biophysique des sols Corine Land Cover (CLC), est marquée par l'importance des territoires agricoles (89,8 % en 2018), une proportion identique à celle de 1990 (89,8 %). La répartition détaillée en 2018 est la suivante : 
prairies (69,3 %), zones agricoles hétérogènes (15,6 %), forêts (9,2 %), terres arables (4,9 %), milieux à végétation arbustive et/ou herbacée (1 %). L'évolution de l’occupation des sols de la commune et de ses infrastructures peut être observée sur les différentes représentations cartographiques du territoire : la carte de Cassini (XVIIIe siècle), la carte d'état-major (1820-1866) et les cartes ou photos aériennes de l'IGN pour la période actuelle (1950 à aujourd'hui).

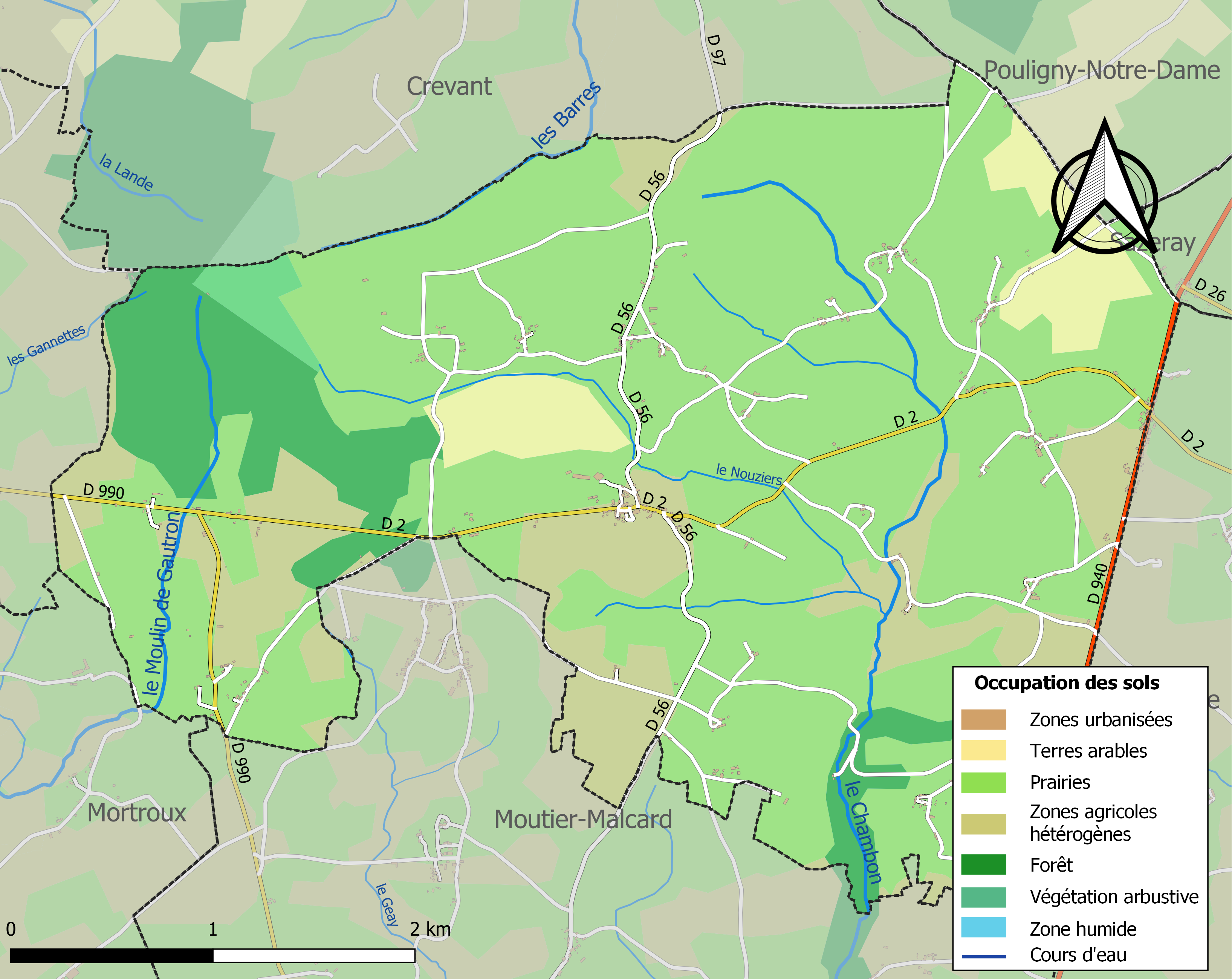
Carte des infrastructures et de l'occupation des sols de la commune en 2018 (CLC).

### Risques majeurs
Le territoire de la commune de Nouziers est vulnérable à différents aléas naturels : météorologiques (tempête, orage, neige, grand froid, canicule ou sécheresse) et séisme (sismicité faible). Il est également exposé à un risque particulier : le risque de radon. Un site publié par le BRGM permet d'évaluer simplement et rapidement les risques d'un bien localisé soit par son adresse soit par le numéro de sa parcelle.

#### Risques naturels

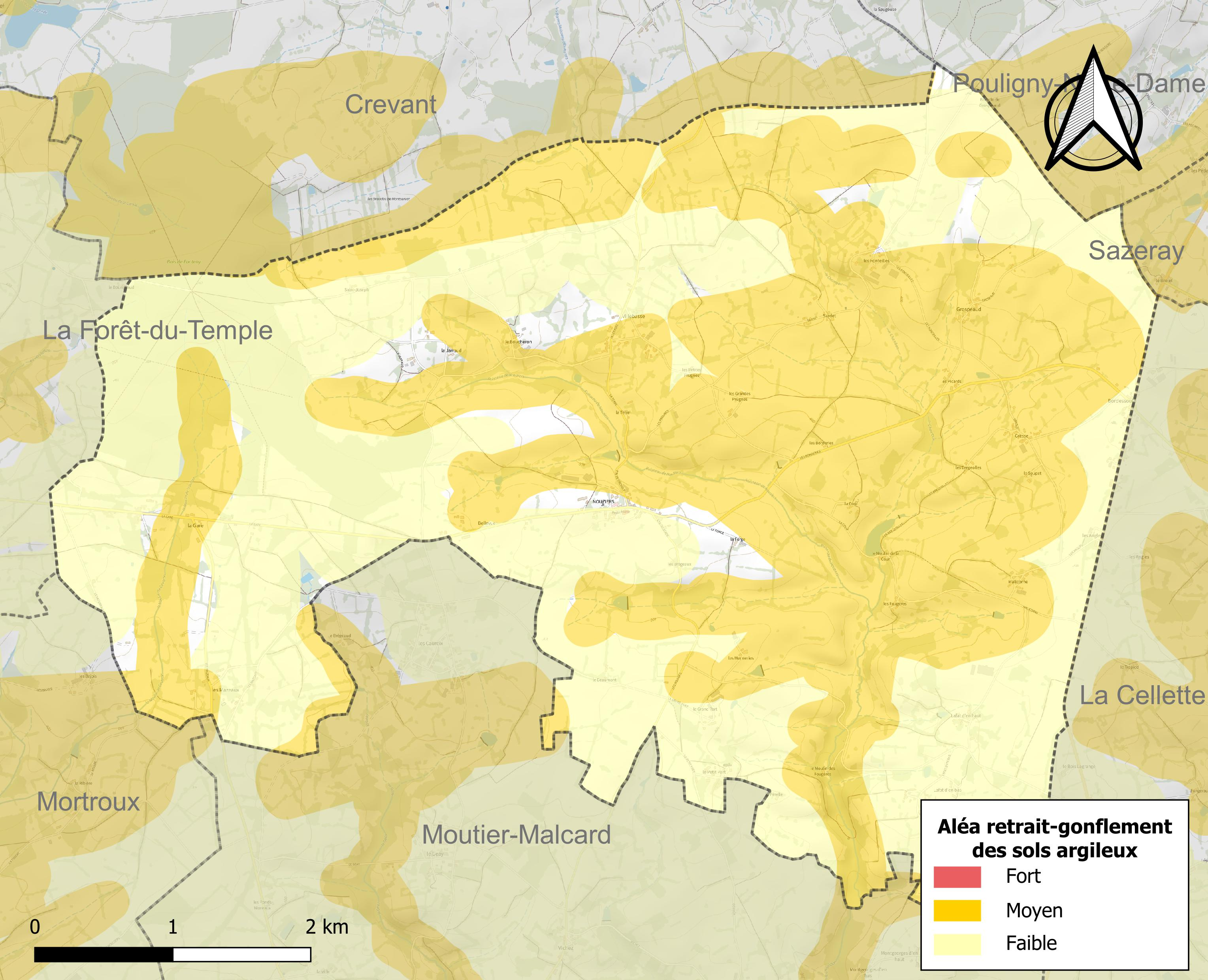
Carte des zones d'aléa retrait-gonflement des sols argileux de Nouziers.

Le retrait-gonflement des sols argileux est susceptible d'engendrer des dommages importants aux bâtiments en cas d’alternance de périodes de sécheresse et de pluie. 52,1 % de la superficie communale est en aléa moyen ou fort (33,6 % au niveau départemental et 48,5 % au niveau national). Sur les 222 bâtiments dénombrés sur la commune en 2019, 104 sont en aléa moyen ou fort, soit 47 %, à comparer aux 25 % au niveau départemental et 54 % au niveau national. Une cartographie de l'exposition du territoire national au retrait gonflement des sols argileux est disponible sur le site du BRGM,.
Par ailleurs, afin de mieux appréhender le risque d’affaissement de terrain, l'inventaire national des cavités souterraines permet de localiser celles situées sur la commune.
La commune a été reconnue en état de catastrophe naturelle au titre des dommages causés par les inondations et coulées de boue survenues en 1982 et 1999. Concernant les mouvements de terrains, la commune a été reconnue en état de catastrophe naturelle au titre des dommages causés par la sécheresse en 2019 et par des mouvements de terrain en 1999.

#### Risque particulier
Dans plusieurs parties du territoire national, le radon, accumulé dans certains logements ou autres locaux, peut constituer une source significative d’exposition de la population aux rayonnements ionisants. Certaines communes du département sont concernées par le risque radon à un niveau plus ou moins élevé. Selon la classification de 2018, la commune de Nouziers est classée en zone 2, à savoir zone à potentiel radon faible mais sur lesquelles des facteurs géologiques particuliers peuvent faciliter le transfert du radon vers les bâtiments.

## Politique et administration
| Période                                  | Période                     | Identité            | Étiquette | Qualité                 |
| ---------------------------------------- | --------------------------- | ------------------- | --------- | ----------------------- |
| Les données manquantes sont à compléter. |                             |                     |           |                         |
| 1971                                     | 1995                        | Armand Prudhomme    | PS        | Instituteur en retraite |
| 1995                                     | 2008                        | Raoul Auchapt       | DVG       | Agriculteur en retraite |
| mars 2008                                | 2014                        | Jean-Louis Escolier |           | Logisticien en retraite |
| avril 2014                               | En cours (au 16 avril 2014) | Benoît Reix         | SE        | Médecin                 |

## Démographie
L'évolution du nombre d'habitants est connue à travers les recensements de la population effectués dans la commune depuis 1793. Pour les communes de moins de 10 000 habitants, une enquête de recensement portant sur toute la population est réalisée tous les cinq ans, les populations de référence des années intermédiaires étant quant à elles estimées par interpolation ou extrapolation. Pour la commune, le premier recensement exhaustif entrant dans le cadre du nouveau dispositif a été réalisé en 2006.

En 2022, la commune comptait 250 habitants, en évolution de +5,04 % par rapport à 2016 (Creuse : −3,32 %, France hors Mayotte : +2,11 %).
| 1793 | 1800 | 1806 | 1821 | 1831 | 1836 | 1841 | 1846 | 1851 |
| ---- | ---- | ---- | ---- | ---- | ---- | ---- | ---- | ---- |
| 669  | 644  | 693  | 874  | 880  | 727  | 763  | 787  | 821  |

| 1856 | 1861 | 1866 | 1872 | 1876 | 1881 | 1886 | 1891 | 1896 |
| ---- | ---- | ---- | ---- | ---- | ---- | ---- | ---- | ---- |
| 858  | 822  | 766  | 750  | 799  | 837  | 883  | 893  | 874  |

| 1901 | 1906 | 1911 | 1921 | 1926 | 1931 | 1936 | 1946 | 1954 |
| ---- | ---- | ---- | ---- | ---- | ---- | ---- | ---- | ---- |
| 803  | 826  | 814  | 761  | 734  | 704  | 723  | 673  | 592  |

| 1962 | 1968 | 1975 | 1982 | 1990 | 1999 | 2006 | 2011 | 2016 |
| ---- | ---- | ---- | ---- | ---- | ---- | ---- | ---- | ---- |
| 547  | 505  | 385  | 276  | 278  | 232  | 247  | 238  | 238  |

| 2021 | 2022 | - | - | - | - | - | - | - |
| ---- | ---- | - | - | - | - | - | - | - |
| 248  | 250  | - | - | - | - | - | - | - |

## Héraldique
| Blason de Nouziers | Blason  | De gueules au lion d'or couronné d'azur ; au comble ondé cousu du même. |
| Blason de Nouziers | Détails | Le statut officiel du blason reste à déterminer.                        |

## Lieux et monuments

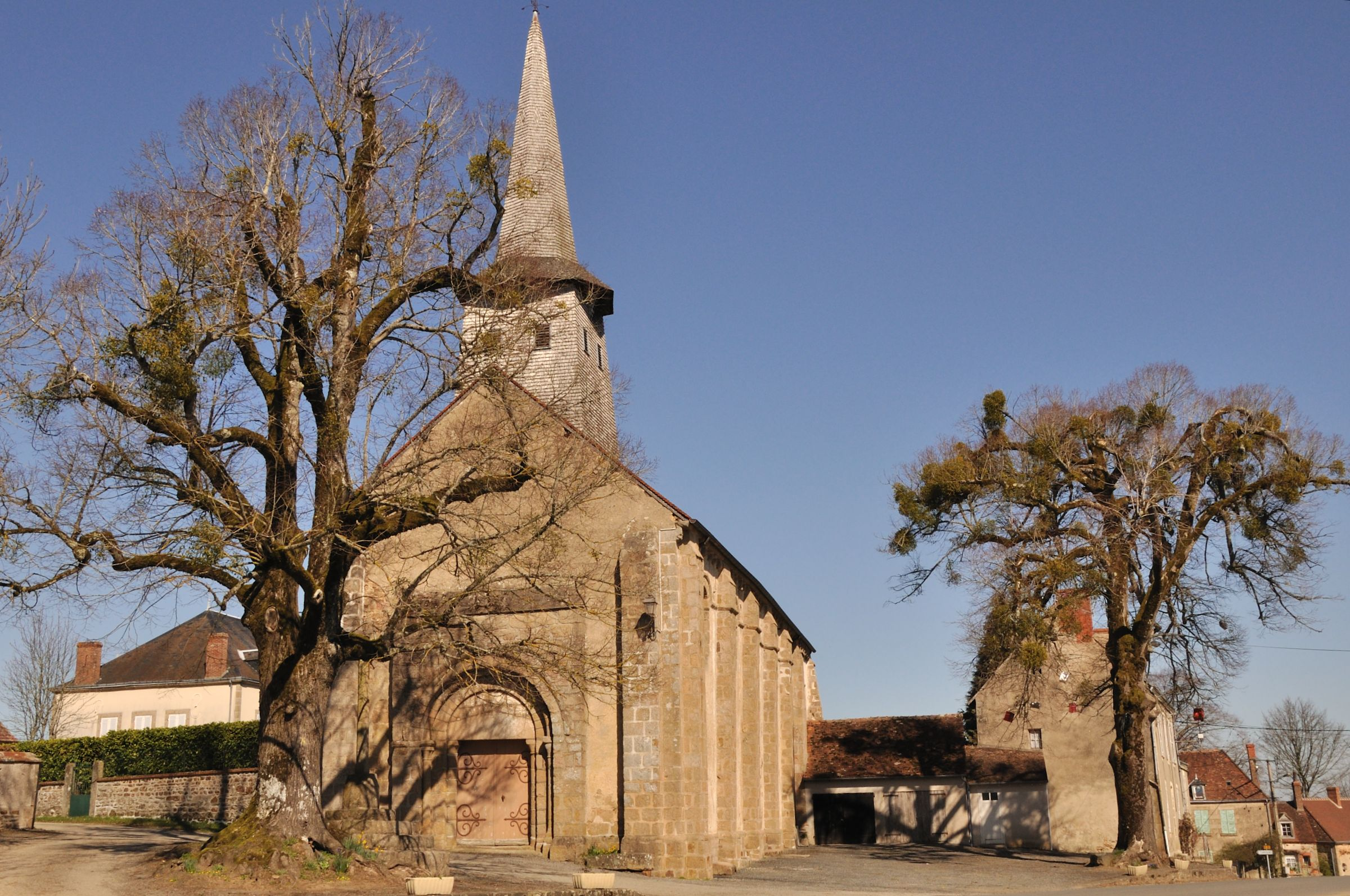
L'église.

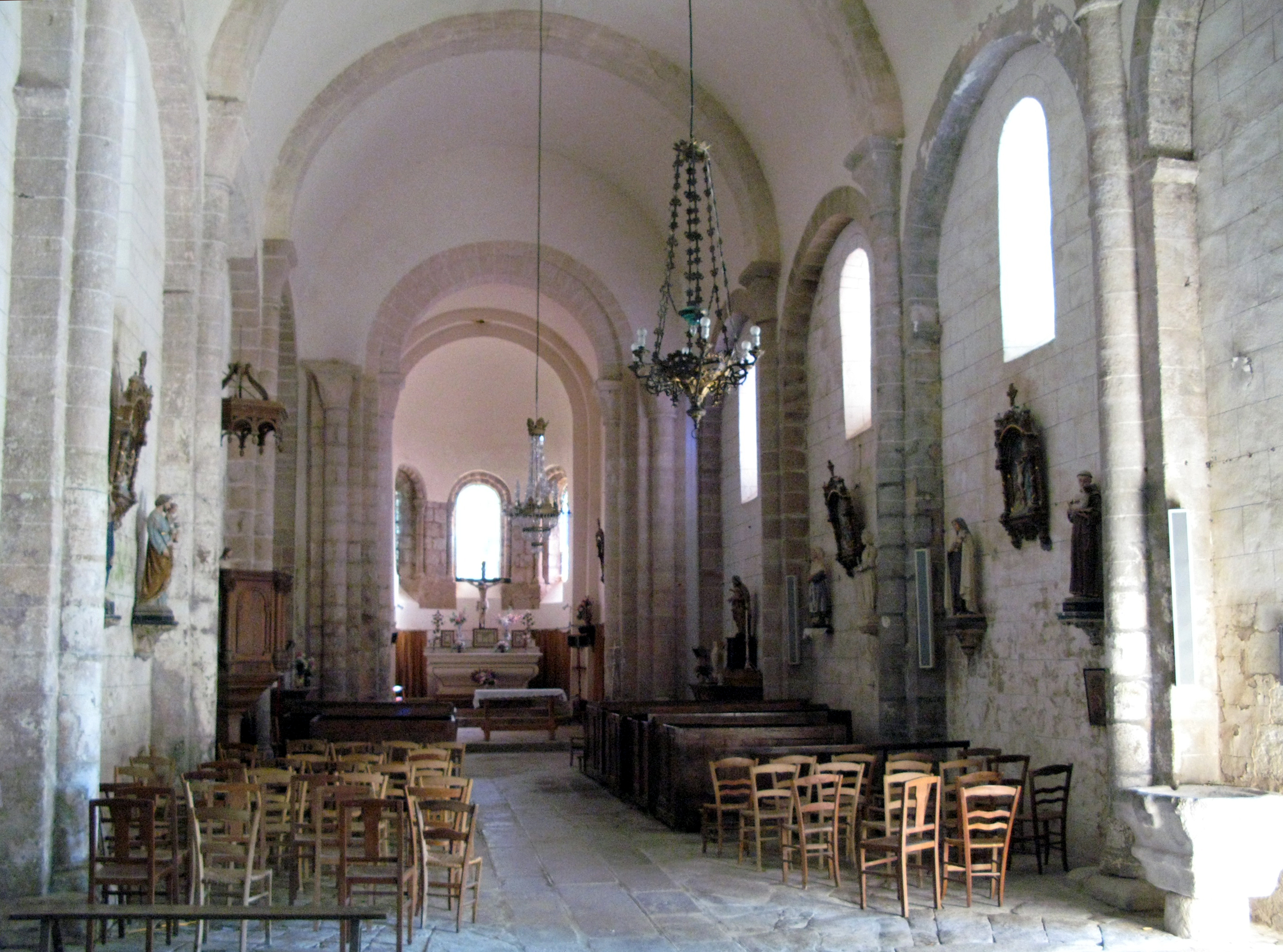
Vue de l'intérieur de la nef.

- Église Notre-Dame : construite vers la fin du XIe siècle, elle fut classée Monument historique[23] en août 1930. De dimensions significatives, l'édifice, qui présente la plupart des caractéristiques de l'art roman dans une facture sobre, est intéressant parce qu'il n'a pas subi de modifications (hormis pour la toiture et le clocher). Un arc en  plein cintre orne chacune des deux portes (surmontée d'un tympan plat et tout simple, non décoré), toutes les fenêtres et, à l'intérieur, la nef composée de 6 travées. Les hauts piliers donnent une impression d'élégance par la présence (sur leur partie antérieure) de colonnes destinées sans doute à détourner l'attention pour faire oublier leur épaisseur. La dimension des chapiteaux reposant sur ces colonnes atteste que la voûte actuelle n'est pas celle d'origine (qui aurait été en pierre). À l'extérieur, l'abside est en cul-de-four et les modillons sont pour la plupart restés bruts ou ont été abîmés.
- Château de Nouziers (Privé).
- Monument aux morts.
- Calvaire de pierre : dressé sur un socle posé sur 4 niveaux de pierre concentriques, il a la particularité de présenter une cavité peu profonde juste au centre de la croix.
- Ancienne gare.

### Cartes postales anciennes

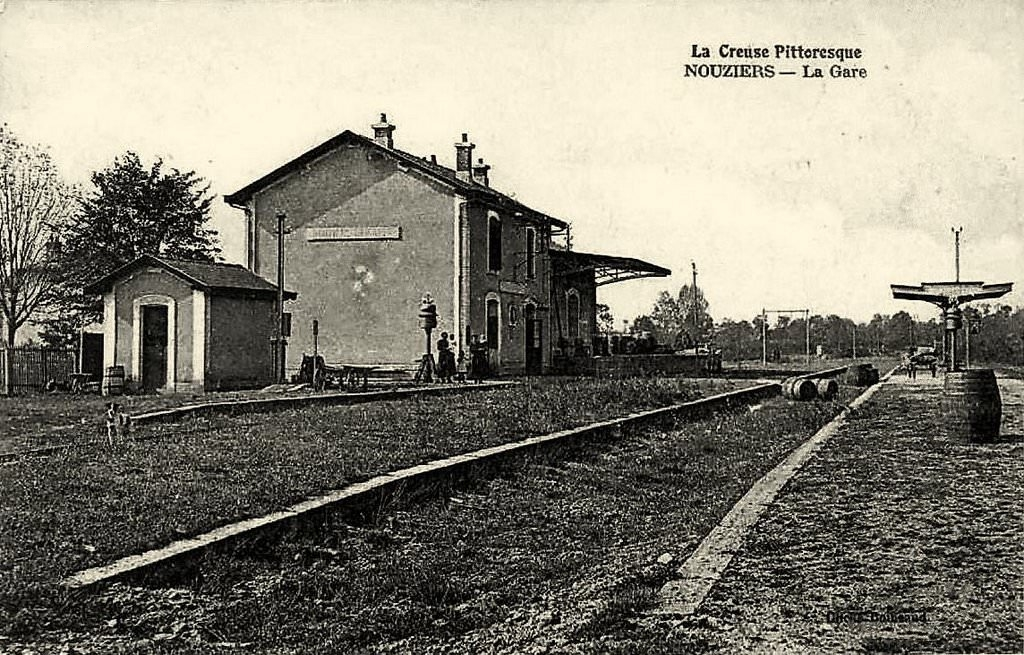
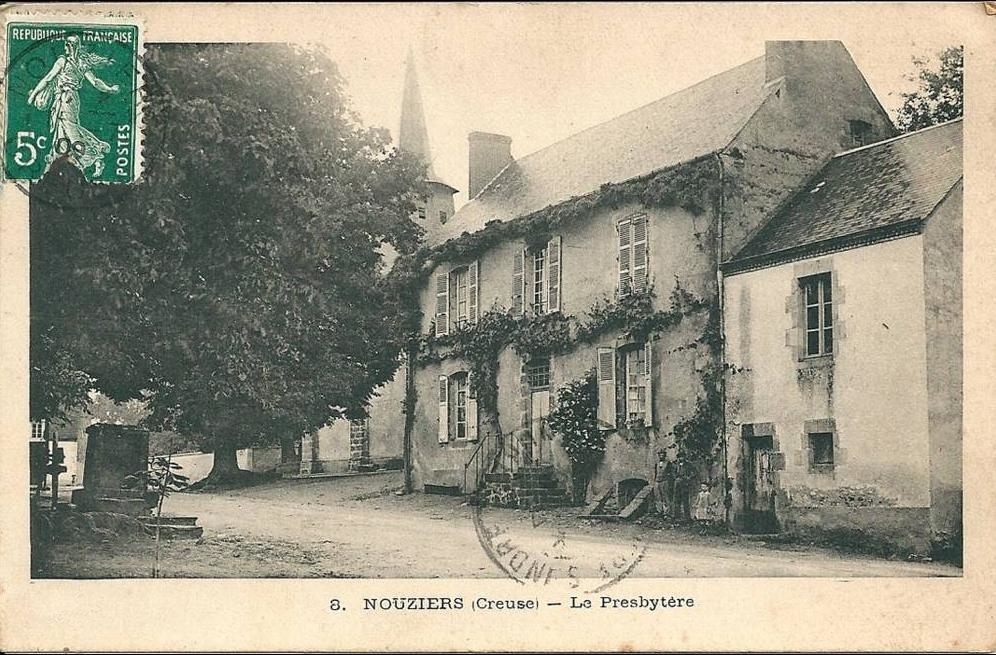
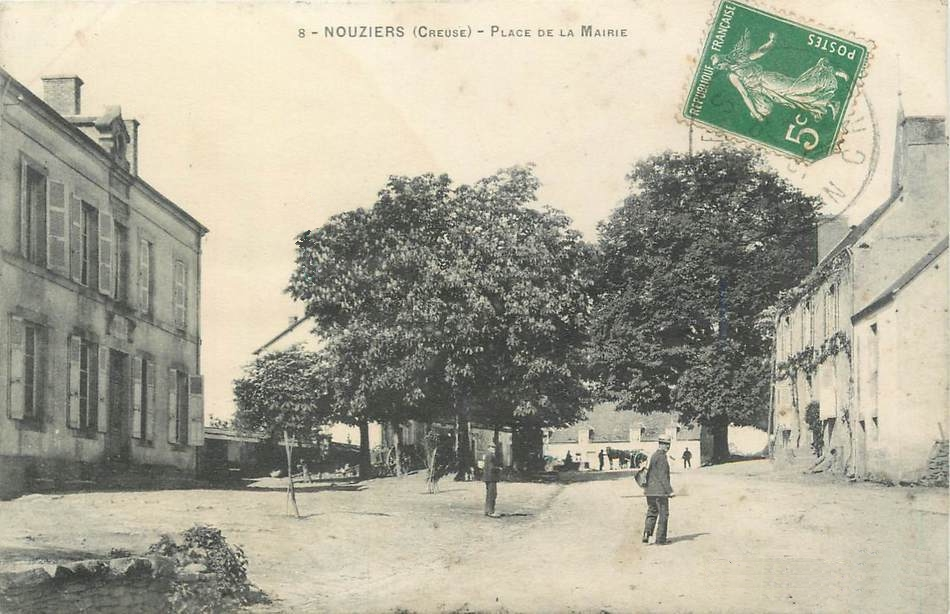
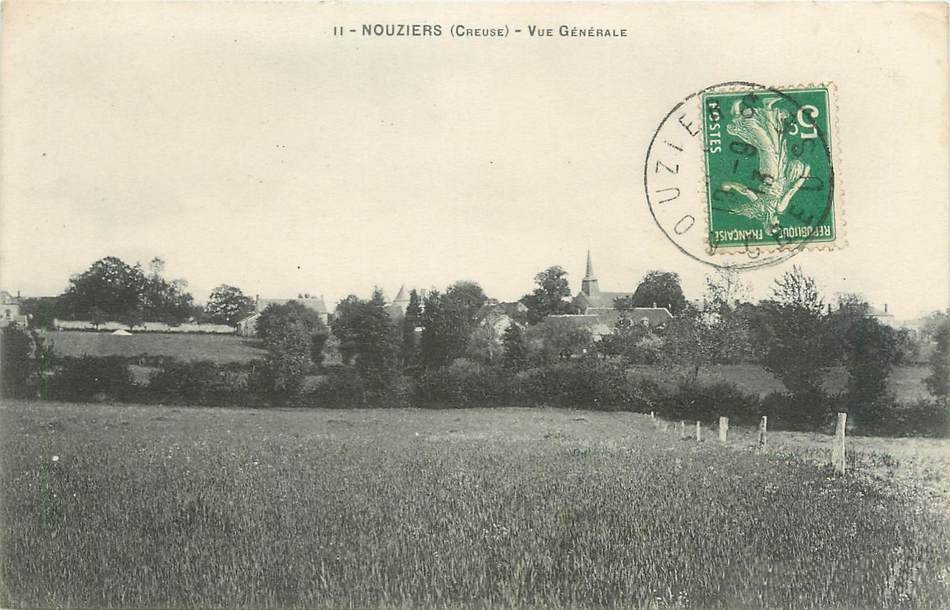
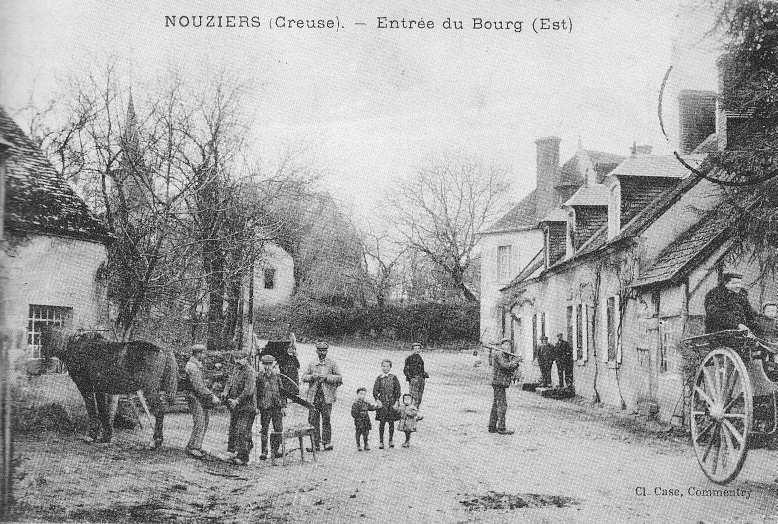

## Activités associatives, culturelles et touristiques
- Fête annuelle de l'amicale laïque avec danses, théâtre, etc. (en avril/mai). Théâtre qui existe depuis 1939. Au début cette représentation se déroulait dans une grange et depuis 1963 dans la salle des fêtes.
- Fête du cidre bouché (en août)⇒ après de nombreuses années elle s'est arrêtée en 2002
- 24 heures Solex depuis 1986. Plus de 8 000 spectateurs en 2010
- Une grande brocante a lieu chaque année fin aout. En 2010 plus de 700 ml d'exposants.
- Important Marché de Noël avec une crèche vivante depuis 2008, le dernier dimanche avant Noël
- Chaque année en octobre Nouziers organise avec la communauté de communes Marche Avenir une superbe randonnée pédestre

Parmi les associations on peut citer : les anciens combattants, le club des ainés, l'entente sportive Nouziers-La Cellette, le club de gym douce, le club de chasse.

## Activités économiques
L'attrait des villes et des bourgs continue malheureusement à désertifier le village. La population vieillit. En 2008, il n'y a plus à proprement parler de commerce. Les habitants ne disposent plus, par exemple, que d'un dépôt de pain.[réf. nécessaire]

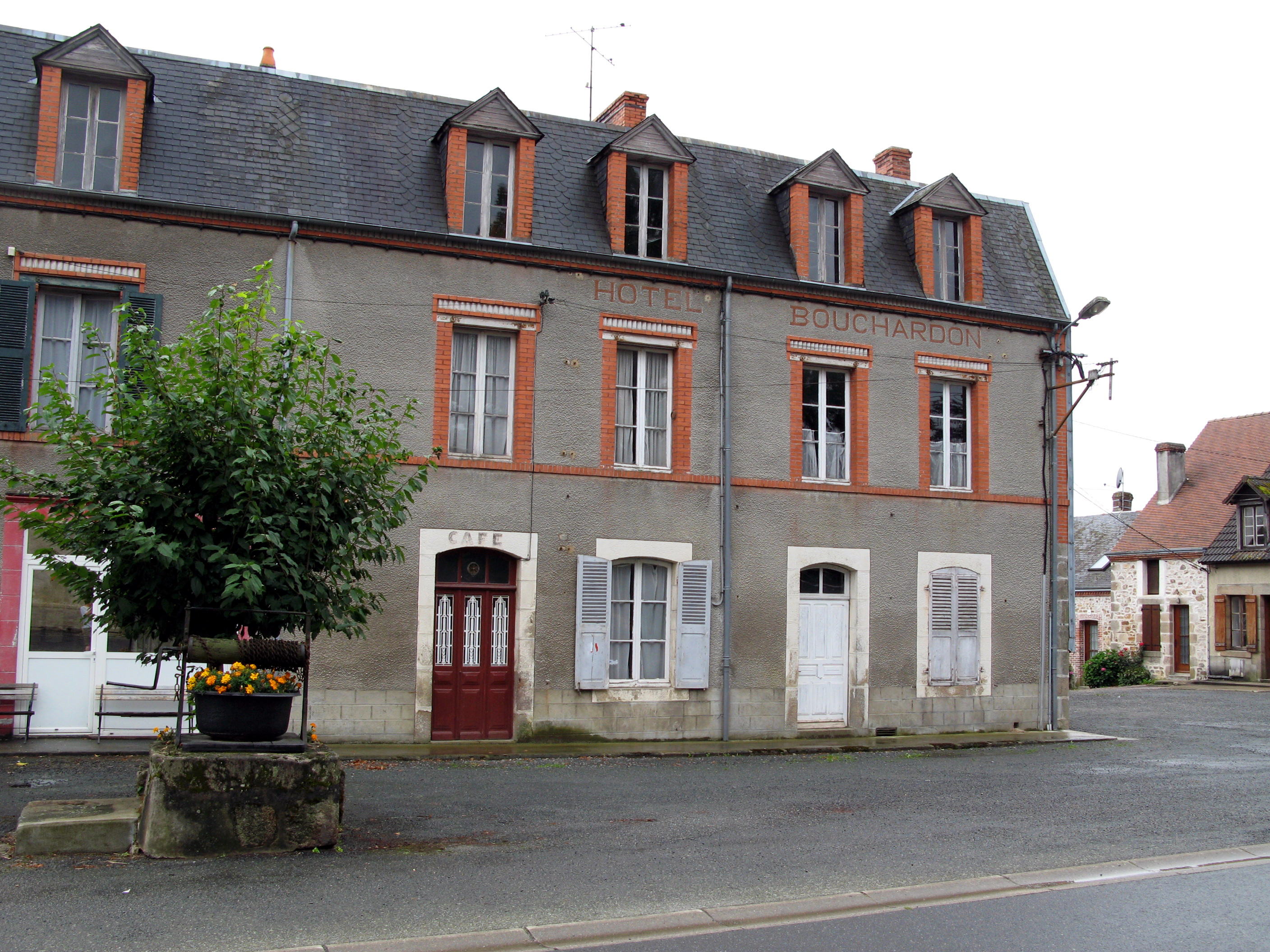
Ancien hôtel, en activité jusque dans les années 1985.

Des initiatives, dans le cadre du tourisme vert (ou du tourisme rural), se traduisent par la réhabilitation d'habitations, à l'initiative de ressortissants Anglais, notamment.
En 2024, une habitante a repris le café-restaurant de la commune.